# بنجامين سانشيز
بنجامين سانشيز (بالإسبانية: Benjamín Sánchez Bermejo)‏ هو منافس ألعاب قوى إسباني، ولد في 10 مارس 1985 في ثيثا في إسبانيا.

## وصلات خارجية
- بنجامين سانشيز على موقع الاتحاد الدولي لألعاب القوى (الإنجليزية)
- بنجامين سانشيز على موقع اللجنة الأولمبية الدولية (الإنجليزية)
- بنجامين سانشيز على موقع أوليمبيديا (الإنجليزية)